# رازیل

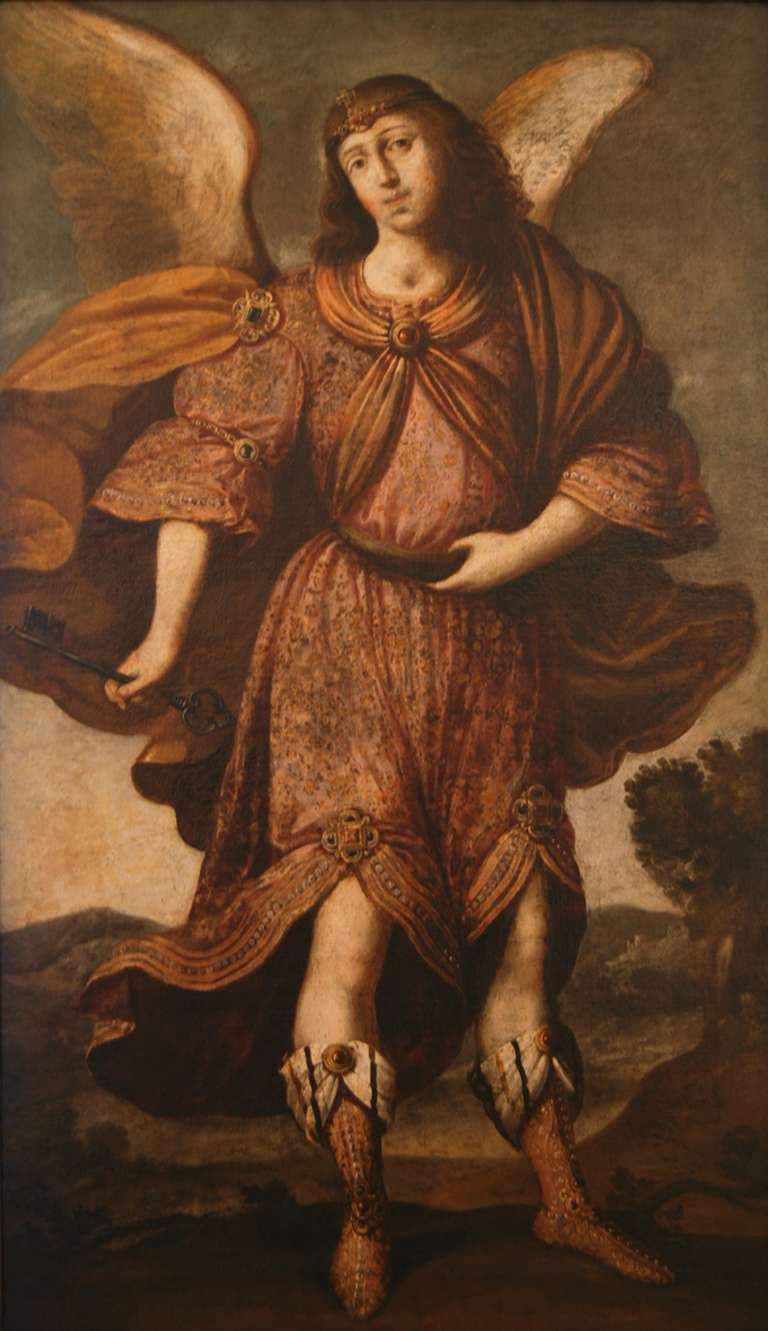
تصویر منتسب به رازیل

در آموزه‌های عرفانی یهودیت (کابالا)، رازیل (در عبری به معنای سِر خداوند) یک فرشته اعظم بشمار می‌رود. او همچنین با عناوینی مانند «صاحب راز» و «فرشته اسرار» خوانده می‌شود. رازیل بیشتر مربوط به مرحله دوم از ده مرحله رسیدن به عرفان است.

## عرفان و سنت
در عرفان آموزه‌های مختلفی به او نسبت داده شده. همچنین وظایف او را همانند کروبیان تعریف کرده‌اند. او همچنان به عنوان عضوی از اوفانیم و رئیس ارئلیم شناخته می‌شود.